# Ruente
Ruente – gmina w Hiszpanii, w prowincji Kantabria, w Kantabrii, o powierzchni 65,86 km². W 2011 roku gmina liczyła 1041 mieszkańców.